# Motavita
Motavita – miasto w Kolumbii, w departamencie Boyacá.